# Карло Мијић
Карло Мијић (1887–1964) био је југословенски сликар познат по сликама босанских пејзажа.